# Subsecretaría de Salud Pública de Chile
La Subsecretaría de Salud Pública de Chile (llamada anteriormente solo Subsecretaría de Salud) es la subsecretaría de Estado dependiente del Ministerio de Salud, y cuya misión es asegurar a todas las personas el derecho a la protección en salud ejerciendo las funciones reguladoras, normativas y fiscalizadoras que al Estado de Chile le competen, para contribuir a la calidad de los bienes públicos y acceso a políticas sanitario-ambientales de manera participativa, que permitan el mejoramiento sostenido de la salud de la población, especialmente de los sectores más vulnerables, con el fin de avanzar en el cumplimiento de los objetivos sanitarios de cada década. Desde el 10 de marzo de 2023, la subsecretaria respectiva es Andrea Albagli Iruretagoyena, actuando bajo el gobierno de Gabriel Boric.

## Funciones y objetivos
Los objetivos estratégicos de la Subsecretaría son los siguientes:
- Profundizar el rol normativo y regulador de la Subsecretaría de Salud Pública a través del diseño y evaluación de estrategias de abordaje de problemas de salud considerando la promoción, detección precoz y hasta la recuperación, e incorporando la evaluación de las intervenciones con miras al mejoramiento del acceso, oportunidad, costo y calidad de los servicios, favoreciendo los derechos y garantías en salud.
- Evaluar, formular y rediseñar las políticas públicas existentes, orientadas hacia una cultura de bienestar y calidad de vida, en áreas de promoción de estilos y hábitos de vida saludables; envejecimiento saludable; mayor acceso y disponibilidad de alimentos seguros y sanos; mayor cobertura de inmunizaciones; disminución del consumo de alcohol, tabaco y drogas; protección de la salud sexual y reproductiva; disminución de factores medio ambientales nocivos para la salud; acceso adecuado y uso racional de medicamentos.
- Fortalecer el abordaje integral de las enfermedades no transmisibles y transmisibles, con énfasis en la salud sexual y reproductiva, reducción de la obesidad, y la salud mental, considerando acciones e intervenciones desde la prevención y promoción hasta la recuperación, rehabilitación y cuidados paliativos, de manera de evitar el deterioro del bienestar de las personas en cada fase de la enfermedad.
- Profundizar y mejorar el acceso a los «Programas Sociales de Salud» tendientes a fortalecer y potenciar la realización de acciones sanitarias hacia poblaciones priorizadas en la agenda social y a desarrollar acciones sistemáticas orientadas a reforzar el manejo integral de la discapacidad; las condiciones de salud laboral y el acceso oportuno a los subsidios o beneficios relacionados.
- Contribuir a la modernización de la gestión pública del sector salud, situando en el centro a las personas a través de: el mejoramiento, la ampliación y la integración de los sistemas de información para la ciudadanía; la modernización de la gestión integral de la Compin; la simplificación de los trámites manuales y digitales; la gestión de calidad de los procesos y el incremento de la transparencia en la gestión institucional.
- Fortalecer y normalizar la autoridad sanitaria nacional y regional a través de la dotación de recursos humanos, tecnológicos físicos y financieros, que permitan un mejor y más oportuno acceso de la población a prestaciones e intervenciones de salud de calidad.
- Formular e implementar iniciativas para reducir y controlar los riesgos sanitarios, las emergencias y catástrofes de origen natural o humano.

## Organización
El organigrama actual de la Subsecretaría es el siguiente:
Subsecretaria de Salud Pública
Jefe de Gabinete
- Departamento de Gestión de la Calidad
  - Oficina de Género
- Oficina de Bioética
- Departamento de Coordinación Nacional de la Compin
  - Comisión Médica de Reclamos
- División de Prevención y Control de Enfermedades (DIPRECE)
  - Departamento Ciclo Vial[Nota 1]
    - Oficina de Salud de la Infancia
    - Oficina de Salud de Adolescentes y Jóvenes
    - Oficina de Salud del Adulto
    - Oficina de Salud del Adulto Mayor
    - Oficina de Salud de la Mujer
    - Oficina Chile Crece Contigo

  - Departamento de Salud Mental[Nota 2]
  - Departamento de Salud Bucal[Nota 3]
  - Departamento de Discapacidad y Rehabilitación[Nota 4]
  - Departamento de Enfermedades Transmisibles[Nota 5]
    - Nivel Central del Programa de Tuberculosis
    - Unidad de Enfermedades Transmitidas por Sangre
    - Unidad de Chagas
    - Unidad de Enfermedades Respiratorias

  - Departamento de Prevención y Control de VIH/SIDA e ITS[Nota 6]
  - Departamento de Enfermedades No Transmisibles[Nota 7]
    - Oficina de Enfermedades Cardiovasculares
    - Unidad de Enfermedades Transmitidas por Sangre

  - Departamento Manejo Integral del Cáncer y Otros Tumores[Nota 8]
  - Departamento de Inmunizaciones[Nota 9]
  - Oficina de Violencia Intrafamiliar
- División de Planificación Sanitaria (DIPLAS)
  - Departamento de Epidemiología
    - Oficina de Vigilancia Epidemiológica de Enfermedades No Transmisibles y Encuestas Poblacionales
    - Oficina de Vigilancia Epidemiológica del Cáncer
    - Oficina de Estudios y Análisis Estadístico Avanzado
    - Oficina de Vigilancia Epidemiológica de Enfermedades Transmisibles
    - Oficina de Reglamento Sanitario Internacional

  - Departamento de Economía de la Salud
    - Oficina de Estudios Económicos en Salud (ESS)
    - Oficina de Información Económica en Salud (IES)

  - Departamento de Estadísticas e Información de Salud
    - Oficina FIC y Estándares de Información
    - Oficina de Diseño y Control de Datos
    - Oficina de Análisis Estadísticos
    - Oficina de Gestión de Datos
    - Oficina de Inteligencia Sanitaria

  - Departamento de Estrategia Nacional de Salud
  - Departamento de Evaluación de Tecnologías Sanitarias y Salud Basada en Evidencia[Nota 10]
    - Unidad de Evidencia Clínica
    - Unidad de Evaluaciones Económicas
    - Unidad de Políticas de Salud Informadas por Evidencia

  - Departamento de Coordinación de Garantías y Prestaciones de Salud
    - Oficina de Coordinación Ley N° 20.850 (Ricarte Soto)
    - Oficina Secretaría Técnica GES

  - Oficina de Biblioteca de Salud
  - Oficina de Patrimonio Cultural de la Salud
- División de Políticas Públicas Saludables y Promoción (DIPOL)[Nota 11]
  - Departamento de Nutrición y Alimentos
    - Unidad de Programas Alimentarios

  - Departamento de Salud Ambiental[Nota 12]
    - Unidad de Coordinación de Emergencias y Desastres en Salud Pública

  - Departamento de Salud Ocupacional[Nota 13]
    - Unidad Técnica Administrativa del Seguro Contra Accidentes del Trabajo y Enfermedades Profesionales

  - Departamento de Políticas, Regulaciones Farmacéuticas de Prestadores de Salud y de Medicinas Complementarias[Nota 14]
  - Departamento de Promoción de la Salud y Participación Ciudadana
  - Departamento de Gestión y Planificación Estratégica
    - Unidad de Midas

  - Departamento de Salud y Pueblos Indígenas e Interculturalidad
  - Oficina de Prevención del Consumo de Tabaco
  - Oficina de Zoonosis y Control de Vectores
  - Oficina de Coordinación de la Red de Laboratorios de Salud Pública, Ambientales y Laborales
- División de Administración y Finanzas (DIFAI)
  - Departamento de Gestión y Desarrollo de Personas
    - Oficina de Personal
    - Oficina de Remuneraciones
    - Oficina de Información y Desarrollo de Personas
    - Oficina de Bienestar y Calidad de Vida
    - Oficina de Prevención de Riesgos Profesionales

  - Departamento de Finanzas y Presupuesto
    - Oficina de Contabilidad
    - Oficina de Presupuesto
    - Oficina de Tesorería

  - Departamento de Administración de Servicios
    - Oficina de Compras
    - Oficina de Control de Ingresos
    - Oficina de Administración Interna
    - Oficina de Partes

  - Departamento de Desarrollo y Planificación
    - Oficina de Planificación, Desarrollo y Control de Gestión
    - Oficina de Infraestructura y Proyectos de Inversión de Salud Pública

  - Oficina de Relaciones Laborales
  - Oficina de Comunicaciones Internas

## Subsecretarios

### Subsecretarios de Higiene, Asistencia y Previsión Social
| Retrato | Subsecretario                  | Partido | Inicio                | Final                 | Presidente | Presidente        |
| ------- | ------------------------------ | ------- | --------------------- | --------------------- | ---------- | ----------------- |
|         | Moisés Poblete Troncoso        | Ind.    | 17 de octubre de 1924 | 23 de enero de 1925   |            | Luis Altamirano   |
|         | Pedro Lautaro Ferrer Rodríguez | Ind.    | 12 de marzo de 1925   | 10 de octubre de 1925 |            | Arturo Alessandri |

### Subsecretarios de Salubridad, Previsión y Asistencia Social
| Retrato | Subsecretario            | Partido                | Partido | Inicio                 | Final                      | Presidente | Presidente              |
| ------- | ------------------------ | ---------------------- | ------- | ---------------------- | -------------------------- | ---------- | ----------------------- |
|         | Abraham Drobny Kleinhauz |                        | Ind.    | 3 de noviembre de 1946 | 3 de noviembre de 1952     |            | Gabriel González Videla |
|         | Óscar Jiménez Pinochet   |                        | PAL     | 3 de noviembre de 1952 | 1955                       |            | Carlos Ibáñez del Campo |
|         | Jorge Leyton Garvagno    |                        | Ind.    | 1955                   | 3 de noviembre de 1958     |            | Carlos Ibáñez del Campo |
|         | ¿?                       | 3 de noviembre de 1958 | Ind.    | 14 de octubre de 1959  | Jorge Alessandri Rodríguez |            |                         |

### Subsecretarios de Salud Pública
| Retrato | Subsecretario                | Partido                 | Partido | Inicio                   | Final                    | Presidente | Presidente                 |
| ------- | ---------------------------- | ----------------------- | ------- | ------------------------ | ------------------------ | ---------- | -------------------------- |
|         | ¿?                           |                         | Ind.    | 14 de octubre de 1959    | 3 de noviembre de 1964   |            | Jorge Alessandri Rodríguez |
|         | Guillermo Boizard Urrutia    |                         | PDC     | 3 de noviembre de 1964   | 1967                     |            | Eduardo Frei Montalva      |
|         | Patricio Silva Garín         | 1967                    | PDC     | 3 de noviembre de 1970   |                          |            | Eduardo Frei Montalva      |
|         | Marcial Zegers Gandarillas   | 3 de noviembre de 1970  | PDC     |                          |                          |            | Eduardo Frei Montalva      |
|         | Carlos Molina Bustos         |                         | PCCh    | 4 de noviembre de 1970   | 11 de septiembre de 1973 |            | Salvador Allende Gossens   |
|         | Angel Guzmán Véliz           |                         | Militar | 12 de septiembre de 1973 | 18 de marzo de 1976      |            | Augusto Pinochet Ugarte    |
|         | Edgardo Cruz Mena            |                         | Ind.    | 18 de marzo de 1976      | 14 de diciembre de 1979  |            | Augusto Pinochet Ugarte    |
|         | Álvaro Donoso Barros         | 14 de diciembre de 1979 | Ind.    | 10 de agosto de 1983     |                          |            | Augusto Pinochet Ugarte    |
|         | Luis Augusto Schuster Cortés | 10 de agosto de 1983    | Ind.    | 11 de marzo de 1990      |                          |            | Augusto Pinochet Ugarte    |

### Subsecretarios de Salud
| Retrato | Subsecretario/a          | Partido               | Partido | Inicio              | Final                 | Presidente | Presidente              |
| ------- | ------------------------ | --------------------- | ------- | ------------------- | --------------------- | ---------- | ----------------------- |
|         | Patricio Silva Rojas     |                       | PR      | 11 de marzo de 1990 | 11 de marzo de 1994   |            | Patricio Aylwin Azócar  |
|         | Fernando Muñoz Porras    |                       | PS      | 11 de marzo de 1994 | 14 de julio de 1998   |            | Eduardo Frei Ruiz-Tagle |
|         | Álvaro Erazo Latorre     | 14 de julio de 1998   | PS      | 11 de marzo de 2000 |                       |            | Eduardo Frei Ruiz-Tagle |
|         | Ernesto Behnke Gutiérrez |                       | PDC     | 11 de marzo de 2000 | 14 de enero de 2002   |            | Ricardo Lagos Escobar   |
|         | Gonzalo Navarrete Muñoz  |                       | PPD     | 14 de enero de 2002 | 31 de octubre de 2002 |            | Ricardo Lagos Escobar   |
|         | Antonio Infante Barros   | 31 de octubre de 2002 | PPD     | 1 de enero de 2005  |                       |            | Ricardo Lagos Escobar   |

### Subsecretarios de Salud Pública
| Retrato | Subsecretario/a              | Partido                 | Partido | Inicio              | Final                   | Presidente              | Presidente                 |
| ------- | ---------------------------- | ----------------------- | ------- | ------------------- | ----------------------- | ----------------------- | -------------------------- |
|         | Antonio Infante Barros       |                         | PPD     | 1 de enero de 2005  | 9 de marzo de 2005      |                         | Ricardo Lagos Escobar      |
|         | Cecilia Villavicencio Rosas  | 14 de marzo de 2005     | PPD     | 11 de marzo de 2006 |                         |                         | Ricardo Lagos Escobar      |
|         | Lidia Amarales Osorio        | 11 de marzo de 2006     | PPD     | 14 de enero de 2008 |                         | Michelle Bachelet Jeria |                            |
|         | Jeanette Vega Morales        | 14 de enero de 2008     | PPD     | 1 de marzo de 2010  |                         | Michelle Bachelet Jeria |                            |
|         | Liliana Jadue Hund           |                         | Ind.    | 11 de marzo de 2010 | 24 de enero de 2011     |                         | Sebastián Piñera Echenique |
|         | Jorge Díaz Anaiz             | 2 de febrero de 2011    | Ind.    | 11 de marzo de 2014 |                         |                         | Sebastián Piñera Echenique |
|         | Jaime Burrows Oyarzún        |                         | PDC     | 11 de marzo de 2014 | 11 de marzo de 2018     |                         | Michelle Bachelet Jeria    |
|         | Paula Daza Narbona           |                         | Ind.    | 11 de marzo de 2018 | 28 de noviembre de 2021 |                         | Sebastián Piñera Echenique |
|         | María Teresa Valenzuela      | 29 de noviembre de 2021 | Ind.    | 11 de marzo de 2022 |                         |                         | Sebastián Piñera Echenique |
|         | Cristóbal Cuadrado Nahum     |                         | RD      | 11 de marzo de 2022 | 10 de marzo de 2023     |                         | Gabriel Boric Font         |
|         | Andrea Albagli Iruretagoyena |                         | FA      | 10 de marzo de 2023 | En el cargo             |                         | Gabriel Boric Font         |